# 韋爾博韋 (索卡爾區)
50°26′33″N 24°4′46″E / 50.44250°N 24.07944°E
韋爾博韋（烏克蘭語：Вербове），是烏克蘭西部的村莊，隸屬利維夫州的舍普季茨基區。該村面積1.03平方公里，海拔高度224米，2001年人口149，人口密度每平方公里144.66人。